# Bernard Klec-Pilewski
Bernard Klec-Pilewski (ur. 20 sierpnia 1915 w Petersburgu, zm. 2 listopada 1973 w Londynie) – polski historyk, genealog, heraldyk, bibliograf.

## Życiorys
Przed w 1939 studiował prawo na UW. Studia kontynuował na Polskim Uniwersytecie Na Obczyźnie, ponadto ukończył studia bibliotekarskie. Zajmował się naukami pomocniczymi historii - genealogią, heraldyką oraz źródłoznawstwem. Współzałożyciel (1963) i współredaktor pisma "Materiały do Biografii, Genealogii i Heraldyki Polskiej". Jego grób symboliczny znajduje się na Cmentarzu Bródnowskim w Warszawie (kwatera 15B-2-10).

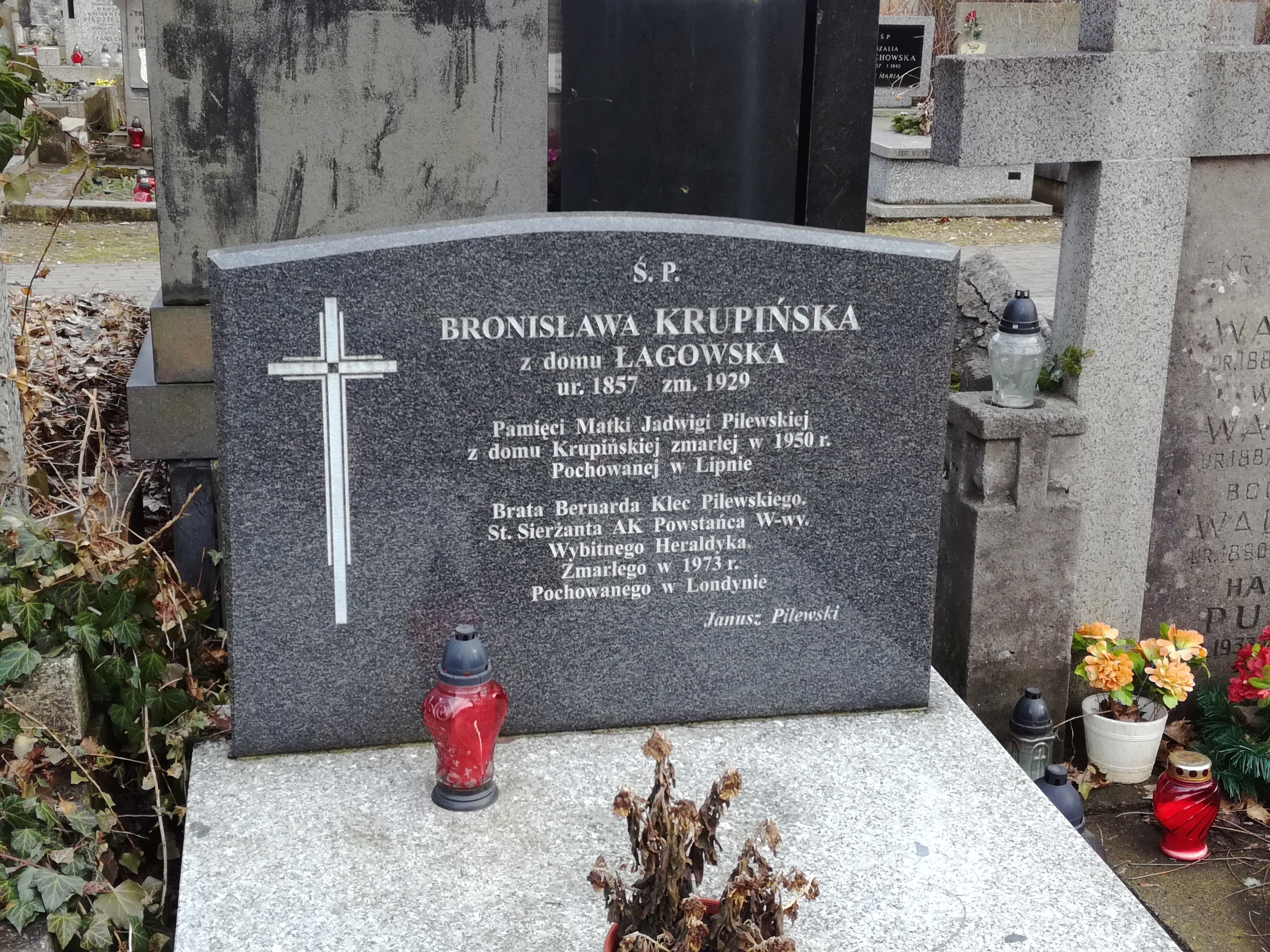
Grób symboliczny na Cmentarzu Bródnowskim w Warszawie

## Wybrane publikacje
- Stan badań genealogicznych i heraldycznych w kraju i na emigracji po 1945 roku, ich potrzeby oraz przyszłość, London: 1970.
- A European armorial: an armorial of Knights of the Golden Fleece and 15th century Europe, from a contemporary manuscript, ed. by Rosemary Pinches and Anthony Wood, with an introd. to Pol. heraldry by Bernard J. Klec-Pilewski, London: Heraldry Today 1971.
- Wykaz prac drukowanych w wydawnictwach Polskiego Towarzystwa Heraldycznego (1908-1939) = Liste systématique des ouvrages publiés dans les périodiques de la Société Polonaise d'Héraldique (1908-1939) = Classified list of works included in the Polish Heraldry Society's Publications (1908-1939), oprac. i wstępem opatrzył Bernard Klec-Pilewski, Buenos Aires - Paryż 1971.
- Legal protection of arms in the Polish Commonwelth, Liège 1972.
- Studia i przyczynki do historii, genealogii i heraldyki polskiej, London: H.Klec-Pilewska 1991.